# New York Knicks 1998-1999
La stagione 1998-99 dei New York Knicks fu la 50ª nella NBA per la franchigia.
I New York Knicks arrivarono quarti nella Atlantic Division della Eastern Conference con un record di 27-23. Nei play-off vinsero il primo turno con i Miami Heat (3-2), la semifinale di conference con gli Atlanta Hawks (4-0), la finale di conference con gli Indiana Pacers (4-2), perdendo poi la finale NBA con i San Antonio Spurs (4-1).

## Roster
| N° | Naz.                   | Ruolo | Sportivo         | Anno | Alt. | Peso |
| -- | ---------------------- | ----- | ---------------- | ---- | ---- | ---- |
| 1  | Stati Uniti (bandiera) | G     | Chris Childs     | 1967 | 191  | 88   |
| 2  | Stati Uniti (bandiera) | A     | Larry Johnson    | 1969 | 198  | 113  |
| 3  | Stati Uniti (bandiera) | A     | Dennis Scott     | 1968 | 203  | 104  |
| 4  | Stati Uniti (bandiera) | A     | Ben Davis        | 1972 | 206  | 109  |
| 8  | Stati Uniti (bandiera) | GA    | Latrell Sprewell | 1970 | 196  | 86   |
| 11 | Stati Uniti (bandiera) | G     | Rick Brunson     | 1972 | 193  | 86   |
| 14 | Stati Uniti (bandiera) | C     | Chris Dudley     | 1965 | 211  | 107  |
| 20 | Stati Uniti (bandiera) | G     | Allan Houston    | 1971 | 198  | 91   |
| 21 | Stati Uniti (bandiera) | G     | Charlie Ward     | 1970 | 188  | 86   |
| 23 | Stati Uniti (bandiera) | AC    | Marcus Camby     | 1974 | 211  | 100  |
| 25 | Stati Uniti (bandiera) | GA    | David Wingate    | 1963 | 196  | 84   |
| 32 | Stati Uniti (bandiera) | AC    | Herb Williams    | 1958 | 208  | 110  |
| 33 | Stati Uniti (bandiera) | C     | Patrick Ewing    | 1962 | 213  | 109  |
| 40 | Stati Uniti (bandiera) | A     | Kurt Thomas      | 1972 | 206  | 104  |

## Staff tecnico
- Allenatore: Jeff Van Gundy
- Vice-allenatori: Don Chaney, Brendan Malone, Jeff Nix, Tom Thibodeau, Greg Brittenham